# Heinz Hofmann (General)
Heinz Hofmann (* 22. März 1927 in Rußdorf) ist ein ehemaliger deutscher Geheimdienstoffizier. Er war langjähriger stellvertretender Leiter der Militärischen Aufklärung der Nationalen Volksarmee des Ministeriums für Nationale Verteidigung  (MfNV) der DDR.
Hofmann ist nicht zu verwechseln mit dem General und DDR-Verteidigungsminister Heinz Hoffmann.

## Leben
Der Sohn eines Maurers absolvierte nach dem Besuch der Volksschule von 1941 bis 1944 eine kaufmännische Lehre. Hofmann beantragte am 15. Februar 1944 die Aufnahme in die NSDAP und wurde zum 20. April desselben Jahres aufgenommen (Mitgliedsnummer 9.989.360). Nach einer kurzen Tätigkeit als kaufmännischer Gehilfe wurde er 1944 zum Reichsarbeitsdienst sowie zur Kriegsmarine eingezogen. Als Matrose geriet er 1945 in britische Kriegsgefangenschaft.
Nach seiner Rückkehr in die Sowjetische Besatzungszone wurde er noch 1945 Mitglied der KPD, 1946 der SED. Von 1946 bis 1949 arbeitete er als Neulehrer. Von 1950 bis 1952 war er Schulleiter und 1952/53 stellvertretender Kreisschulrat beim Rat des Kreises Chemnitz-Land.
Am 27. April 1953 trat er in die Deutsche Volkspolizei (DVP) ein und arbeitete bis 1954 als Offizier für Lehrmethodik in der Verwaltung der Volkspolizei See. Ab 1954 war er Oberoffizier, Leiter einer Unterabteilung in der Verwaltung 19 (Aufklärung) der Kasernierten Volkspolizei (KVP). Mit Gründung der Nationalen Volksarmee (NVA) 1956 wurde er stellvertretender Abteilungsleiter der Verwaltung für Koordinierung der NVA. Von 1960 bis 1964 fungierte er als Abteilungsleiter der 12. Verwaltung, von 1964 bis 1975 als Leiter für operative Planung und Einsatz und Stellvertreter des Leiters für Agenturaufklärung und von 1975 bis 1981 als Stellvertretender Leiter der Verwaltung Aufklärung und Leiter für Agenturaufklärung im MfNV. Am 7. Oktober 1979 wurde er vom Vorsitzenden des Nationalen Verteidigungsrates der DDR, Erich Honecker, zum Generalmajor ernannt. Von 1981 bis 1983 war er Stellvertreter des Leiters der Verwaltung Aufklärung für strategische Aufklärung der Militärische Aufklärung der NVA, von 1983 bis 1984 dort Stellvertreter des Leiters der Verwaltung Aufklärung für Agenturaufklärung mit der Führung beauftragt und zuletzt von 1984 bis 1988 Stellvertreter des Leiters der Verwaltung Aufklärung und Leiter 1. Verwaltung im Bereich Aufklärung des MfNV. Hofmann wurde am 31. Dezember 1988 in den Ruhestand entlassen.

## Auszeichnungen
- Vaterländischer Verdienstorden in Silber
- Scharnhorst-Orden